# Kim Yeong-Hui
Kim Yeong-Hui, född 17 maj 1963 i Ulsan, död 31 januari 2023, var en sydkoreansk basketspelare som var med och tog OS-silver 1984 i Los Angeles. Detta var Sydkoreas första medalj i de olympiska baskettävlingarna. Hon var 202 centimeter lång.